# Али Шиди
Александра Елизабет Шиди (енгл. Alexandra Elizabeth Sheedy; Њујорк, 13. јун 1962) америчка је глумица. Дебитовала је у играном филму Лоши дечаци (1983) и постала истакнута као чланица групе Брат Пак улогама у Оксфордском блузу (1984), Јутарњи клуб (1985), Ватра светог Елма (1985), и Плави град (1986). Добила је три номинације за награду Сатурн за најбољу глумицу за своје улоге у Ратним играма (1983), Страху (1990) и Човековом најбољем пријатељу (1993). За улогу лезбејске фотографкиње зависне од дроге у Високој уметности (1998), Шиди је освојила награду Независни дух за најбољу главну женску улогу. Она је глумила и у филмовима Два пута у животу (1985), Кратки спој (1986), Бетсино венчање (1990), Само усамљени (1991) и Живот током рата (2009), као и у серији Самохрана пијана жена (2022–2023).

## Младост
Александра Елизабет Шиди је рођена у Њујорку 13. јуна 1962. и има брата и сестру. Њена мајка, Шарлота (рођена Баум), је списатељица и новинарка која је била укључена у покрете за женска и грађанска права, а њен отац, Џон Џ. Шиди млађи, је био директор оглашавања на Менхетну. Њена мајка је источноевропска Јеврејка, а њен отац је ирског католичког порекла. Њена бака по мајци била је из Одесе, Украјина. Њени родитељи су се развели 1971. године.
Она је похађала је школу Банк Стрит, а затим гимназију и припремну школу Колумбија у Њујорку, где је матурирала 1980. године. Али је почела да игра са Америчким балетским позориштем у својој шестој години и планирала је да јој то постане стална каријера. Међутим, одустала је од плеса у корист глуме, а затим је почела да студира код професора глуме Харолда Гускина. Са 12 година написала је књигу Она је била фина према мишевима, коју је објавио Макгров-Хил Едукејшон и постала је бестселер. Прича је објављена 1976. као албум изговорене речи од стране Кејдмона (ТЦ 1506). Дана 19. јуна 1975. појавила се у игрици Рећи истину као она сама промовишући роман који је био на читалачкој листи за одрасле.
Са 18 година, Шиди се преселила у Лос Анђелес, Калифорнија, где је уписала одсек драме на Универзитету Јужне Калифорније. Шиди је истовремено започела своју глумачку каријеру и с прекидима је похађала трогодишњи курсеве за BFA диплому из глуме.

## Каријера
Шиди је почела да глуми у локалним сценским продукцијама као тинејџер. Након појављивања у неколико телевизијских филмова 1981. године, као и у три епизоде телевизијске серије Хил стрит блуза, дебитовала је у филму Лоши момци (1983), са Шоном Пеном у главној улози, где је играла Пенову понижену девојку. Током 1980-их имала је улоге у популарним филмовима као што су Ратне игре, Јутарњи клуб, Ватра светог Елма, Кратки спој и Слушкиња по наруџби.
Шиди је глумила заједно са Радом Мичел у независном филму Висока уметност из 1998. о романси између две жене и моћи уметности. Њен наступ у Високој уметности је награђен наградама Независни дух, Удружења филмских критичара Лос Анђелеса и Националног друштва филмских критичара.
Године 1999, Шиди је прихватила главну улогу у ванбродвејској продукцији мјузикла Хедвиг и љути инч. Она је била прва цис-родна жена која је играла улогу џендерквирке Хедвиг, али су њени наступи убрзо окончани усред „мешовитих“ критика. Исте године добила је улогу главне глумице у Шећерном граду, независном филму који је укључивао ансамбл глумаца и музичара.
Поново се радила са колегом из Јутарњег клуба Ентонијем Мајклом Холом када је постала специјална гостујућа звезда у његовој телевизијској емисији Мртва зона, у епизоди друге сезоне „Играње Бога”, из 2003. године.
Шиди се такође појавила у епизоди „Скачући гуштери” серије Место злочина: Лас Вегас, у којој је играла жену која је убила жену свог дечка док је била умешана у култ. Дана 3. марта 2008, Шиди је представљена као лик Сара у емисији канала АБЦ фамилија Кајл XY. Године 2009, играла је улогу господина Јанга у телевизијској емисији Psych на УСА мрежи (у финалу треће сезоне), улогу коју је поновила у четвртој, петој сезони и финалу седме сезоне.
Од 2021. године, Шиди је био професор на одсеку за позориште на Градском колеџу у Њујорку на Градском универзитету Њујорка у делу Хамилтон Хајтс у Њујорку. Она је учествовала у епизоди ГМА3: Шта треба да знате на WABC-TV 10. маја 2023.

## Лични живот
Шиди је постала вегетаријанац са 12 година.
Шиди је излазила са Ричијем Самбором, гитаристом Бон Џовија, мање од годину дана током 1980-их. Она је за Лос Анђелес Тајмс изјавила да ју је та веза довела до злоупотребе дрога, што је Самбора демантовао. Године 1985, Шиди је примљена у Хазелден фондацију, а током 1990-их је лечена од зависности од таблета за спавање, искуства које је искористила за своју улогу фотографа зависника од дроге у Високој умјетности.
Шиди се 12. априла 1992. удала за глумца Дејвида Лензберија, нећака глумице Анђеле Лензбери и сина Едгара Лензберија, првобитног продуцента Гадспела. Они имају сина Бекета, рођеног 1994. године. Бекет је транс мушкарац из чије транзиције Шиди каже да је „много научила“. Године 2008, Шиди је објавила да су она и Ленсбери поднели захтев за развод.
У јануару 2018, Шиди је твитовала #MeToo хештег заједно са именима Џејмса Франка и Кристијана Слејтера, имплицирајући да су је сексуално злостављали, али је касније избрисала твитове. Франко је касније изјавио да не зна зашто је Шиди твитовала те оптужбе.

## Филмографија

### Филм
| Година | Наслов                                  | Улога                   | Напомене                       |
| ------ | --------------------------------------- | ----------------------- | ------------------------------ |
| 1983   | Лоши момци                              | Џ.К. Валенски           |                                |
| 1983   | Ратне игре                              | Џенифер Мак             |                                |
| 1984   | Оксфорд блуз                            | Рона                    |                                |
| 1985   | Јутарњи клуб                            | Алисон Рејнолдс         |                                |
| 1985   | Ватра светог Елма                       | Лесли Хантер            |                                |
| 1985   | Двапут у животу                         | Хелен Макензи           |                                |
| 1986   | Плави град                              | Ани Рејфорд             |                                |
| 1986   | Кратки спој                             | Стефани Спек            |                                |
| 1987   | Кућна помоћница по наруџбини            | Џеси Монтгомери         |                                |
| 1988   | Она има бебу                            | Она сама                | Некредитован камео             |
| 1988   | Кратки спој 2                           | Стафани Спек            | Гласовни камео (некредитовано) |
| 1989   | Срце Диксија                            | Маги Делоч              |                                |
| 1990   | Бетсино венчање                         | Кони Хопер              |                                |
| 1990   | Страх                                   | Кејси Бриџес            |                                |
| 1991   | Само усамљени                           | Тереза Луна             |                                |
| 1992   | Сам у кући 2: Изгубљен у Њујорку        | Пам Блок                | Камео                          |
| 1993   | Кисели краставац                        | Моли - девојка/она сама |                                |
| 1993   | Човеков најбољи пријатељ                | Лори Танер              |                                |
| 1994   | Дневници црвених ципела 4: ауто еротика | Карен                   | Видео                          |
| 1995   | Веза за једну ноћ                       | Мики Сандерсон          |                                |
| 1997   | Амнезија                                | Марта Келер             |                                |
| 1997   | Дефенитивно можда                       | Џоан                    |                                |
| 1997   | Затвор округа Мејкон                    | Сузан Рид               |                                |
| 1997   | Висока лопта                            | Али Шиди                |                                |
| 1998   | Висока Уметност                         | Луси Берлинер           |                                |
| 1999   | Шећерни град                            | Лиз                     |                                |
| 1999   | Јесење срце                             | Дебора                  |                                |
| 1999   | Одвешћу те тамо                         | Бернис                  |                                |
| 1999   | Савет гусенице                          | Џен                     |                                |
| 2002   | Само сан                                | Морин Старбек           |                                |
| 2002   | Срећно овде и сада                      | Лоус                    |                                |
| 2003   | Лаку ноћ за умирање                     | Мари                    |                                |
| 2003   | Острво склоништа                        | Луиз 'Лу' Делемир       |                                |
| 2004   | Бука                                    | Шарлот Банкрофт         |                                |
| 2005   | Пуцање у Ливиен                         | Бреа Еплинг             |                                |
| 2007   | Нулти дан                               | Др. Рејнолдс            |                                |
| 2007   | Млади браниоци                          | Џил Филдс               | Видео                          |
| 2007   | Пара                                    | Лори                    |                                |
| 2008   | Харолд                                  | Морин Ренолдс           |                                |
| 2009   | Перестројка                             | Хелен                   |                                |
| 2009   | Живот током рата                        | Хелен Џордан            |                                |
| 2010   | Добродошлица Рајлијевима                | Хариет                  |                                |
| 2010   | Десет спратова висок                    | Џеки                    |                                |
| 2014   | Греси наше младости                     | Вики                    |                                |
| 2014   | Фагли                                   | Стодард                 |                                |
| 2016   | Мала сестра                             | Џоани Лансфорд          |                                |
| 2016   | Икс-мен: Апокалипса                     | Скот Самерсов учитељ    | Камео                          |

### Телевизија
| Година       | Наслов                                        | Улога               | Напомене                             |
| ------------ | --------------------------------------------- | ------------------- | ------------------------------------ |
| 1981         | CBS Поподневна играоница                      | Кати                | Епизода: „Мислим да ћу имати бебу”   |
| 1981         | Најбоља девојчица на свету                    | Прва девојка        | филм                                 |
| 1981         | Злостављање Саре Макдејвид                    | Трејски Барнс       | филм                                 |
| 1981         | Учионица                                      | Карен Чејс          | ТВ кратки филм                       |
| 1981         | Дан када је љубав престала                    | Деби Данер          | Филм                                 |
| 1981         | Сјај у трави                                  | Хејзел              | Филм                                 |
| 1982         | Чикашка прича                                 |                     | Епизода: „Јарка светла, велики град” |
| 1982         | Св. Негде другде                              | Дајан               | Епизода: „Самјуелс и деца”           |
| 1983         | Хил стрит плави                               | Кристен             | 3 епизоде                            |
| 1983         | Убитачна лекција                              | Марита Армстронг    | Филм                                 |
| 1990         | Задњи Капон                                   | Катрин Харт         | Филм                                 |
| 1992         | Дневници црвене ципеле                        | Карен               | Епизода: „Несреће се дешавају”       |
| 1992         | Татл прича                                    | Лора Перот          | Филм                                 |
| 1993         | Летално излагање                              | Крис Касиди         | Филм                                 |
| 1993         | Скривена соба                                 | Џулија              | Епизода: „Гладне девојке”            |
| 1993         | Чантили чипка                                 | Елизабета           | Филм                                 |
| 1994         | Ултиматна издаја                              | одрасла Мари Роџерс | Филм                                 |
| 1994         | Паралелни животи                              | Луиза               | Филм                                 |
| 1994         | Проклетство гостионице Морска литица          | Сузан Енрајт        | Филм                                 |
| 1995         | Оловни војник                                 | Билијева мама       | Филм                                 |
| 1996         | Спољашње границе                              | Картер Џонс         | Епизода: „Чујем да зовеш”            |
| 1996         | Отет: Лет 285                                 | Дени Патон          | Филм                                 |
| 1997         | Сеоска правда                                 | Анџи Бејкер         | Филм                                 |
| 1997         | Жива закопана II                              | Лора Рискин         | Филм                                 |
| 1998         | Бес у себи                                    | Џоана Ханлон        | Филм                                 |
| 1999         | Наши момци: Огорчење на Глен Риџ              | Дет. Кели Брукс     | Филм                                 |
| 2001         | Оз                                            | Лиса Логан          | Епизода: "Средње печен"              |
| 2001         | Надзорник                                     | Хелен Хевит         | Филм                                 |
| 2001         | Чудна фреквенција                             | Ли Бонер            | Епизода: „Сањалачки верник”          |
| 2002         | Једном и опет                                 | Миријам Рос Милер   | Епизода: „Аронов списак снова”       |
| 2002         | Испитивање Мајкла Кроа                        | Черил Кроу          | Филм                                 |
| 2003         | Живот на линији                               |                     | Филм                                 |
| 2003         | Мртва зона                                    | Кејт Мур            | Епизода: "Играње Бога"               |
| 2006         | Ветеран                                       | Сара Рид            | Филм                                 |
| 2007         | Место злочина: Лас Вегас                      | Шарон Тернер        | Ешоупда: "Скачући гуштери"           |
| 2008–2009    | Кајл XY                                       | Сара                | 4 епизоде                            |
| 2009         | Грађанка Џејн                                 | Џејн Александар     | Филм                                 |
| 2009–2011/13 | Psych                                         | Јанг                | 4 епизоде                            |
| 2014         | Не са мојом ћерком (a.k.a. Завођење клијента) | Мелиса Еко          | Филм                                 |
| 2022–2023    | Самохрана пијана жена                         | Карол               | Главна улога                         |

## Награде и номинације
| Година | Асоцијација                              | Категорија                                                                      | Рад                      | Исход      |
| ------ | ---------------------------------------- | ------------------------------------------------------------------------------- | ------------------------ | ---------- |
| 1983   | Награде Сатурн                           | Најбоља глумица                                                                 | Ратне игре               | Номинација |
| 1983   | Награда за младог уметника               | Најбоља млада филмска глумица у играном филму                                   | Ратне игре               | Номинација |
| 1990   | Награде Сатурн                           | Најбоља глумица                                                                 | Страх                    | Номинација |
| 1993   | Награде Сатурн                           | Најбоља глумица                                                                 | Човеков најбољи пријатељ | Номинација |
| 1999   | Награде Спирит                           | Најбоља женска главна улога                                                     | Висока уметност          | Освојено   |
| 1999   | Удружење филмских критичара Лос Анђелеса | Најбоља глимица                                                                 | Висока уметност          | Освојено   |
| 1999   | Национално друштво филмских критичара    | Најбоља глимица                                                                 | Висока уметност          | Освојено   |
| 1999   | Бостонско друштво филмских критичара     | Најбоља глумица (2. место)                                                      | Висока уметност          | Номинација |
| 1999   | Удружење филмских критичара Чикага       | Најбоља глумица                                                                 | Висока уметност          | Номинација |
| 2005   | MTV филмске награде                      | Сребрна награда за изврсност (дели са осталим главним члановима глумачке екипе) | Јутарњи клуб             | Освојено   |
| 2010   | Готам независне филмске награде          | Најбоље извођење ансамбла                                                       | Живот током рата         | Номинација |

## Књиге
- She Was Nice to Mice, McGraw-Hill, 1975,  0-440-47844-8
- Yesterday I Saw the Sun: Poems, Summit Books, 1991,  0-671-73130-0